# Часовня-усыпальница Юзефа Гурского
Часовня-усыпальница Юзефа Гурского построена в Сопоцкин (Гродненский район) на католическом кладбище в 1893 году из кирпича в неоготическом стиле в честь погребенного здесь Юзефа Гурского. Слева часовня-усыпальница Юлий Дьяконской.

## Архитектура
Прямоугольный в плане, компактный объём под двускатной крышей. Главный фасад завершен трапециевидным щипецом с 3-мя угловатыми 8-гранными шатровыми башенками — фиалками и испещренными ярусными арочными нишами. Арочный проем главного входа обрамлен и завершен эдикулами, в верхней из которых расположена скульптура «Распятие». Боковые фасады разделены 4 арочными оконными проемами.
Внутри часовня перекрыта плоской деревянной потолком на арках. Алтарную стену в интерьере украшает плоский 4-х пилястровый портик с 3-угольным фронтоном.